# Robert William Seton-Watson
Robert William Seton-Watson, noto anche con lo pseudonimo di Scotus Viator (Londra, 20 agosto 1879 – Skye, 25 luglio 1951), è stato uno storico britannico, presidente della Royal Historical Society dal 1946 al 1949.
Ebbe un ruolo di primo piano nello smembramento dell'Impero austro-ungarico e nella nascita della Cecoslovacchia e della Jugoslavia durante e dopo la prima guerra mondiale.
Fu padre di altri due storici importanti, Hugh, che si specializzò nella Storia della Russia del XIX secolo e Christopher, che studiò la Storia d'Italia dello stesso secolo.

## Biografia
Seton-Watson nacque a Londra da genitori scozzesi. Suo padre, William Livingstone Watson, era stato un mercante di tè a Calcutta, e sua madre, Elizabeth Lindsay Seton, era la figlia di George Seton, un genealogista e storico, figlio di George Seton della Compagnia delle Indie orientali. La ricchezza di cui era erede, di origine indiana, gli permise di intraprendere la sua attività a favore dei popoli europei che lottavano per avere una patria.
Studiò al Winchester College e al New College di Oxford, dove fu assistente di storia moderna sotto la guida dello storico e politico Herbert Fisher. Si laureò con un diploma di prima classe nel 1901.

## Nell'Impero austro-ungarico
Dopo la laurea, Seton-Watson visitò l'Università di Berlino, la Sorbona e l'Università di Vienna, ove scrisse un gran numero di articoli sull'Ungheria per il periodico The Spectator. La sua ricerca per questi articoli lo condusse in Ungheria nel 1906, e le sue scoperte in loco animarono la sua antipatia per l'Ungheria e le sue simpatie verso i popoli oppressi: slovacchi, romeni e jugoslavi. Imparò l'ungherese, il serbo e il ceco. Nel 1908 pubblicò la sua prima opera importante Racial Problems in Hungary ("I problemi razziali in Ungheria").
Seton-Watson strinse amicizia con Henry Wickham Steed, corrispondente da Vienna per The Times e con Tomáš Garrigue Masaryk, filosofo e politico ceco. Con libri e articoli sostenne una soluzione federale ai problemi dell'Impero austro-ungarico, allora percorso da tensioni fra il suo antico modello dinastico e le forze disgregatrici del nazionalismo etnico.

## La prima guerra mondiale
Dopo lo scoppio della prima guerra mondiale, Seton-Watson intraprese passi concreti per sostenere la causa che aveva difeso con le sue pubblicazioni. Divenne segretario del Fondo di soccorso serbo nel 1914 e trovò un impiego per il suo amico Masaryk, che era fuggito in Inghilterra per evitare l'arresto in patria. Fondò e pubblicò The New Europe (1916), un settimanale che promuoveva la causa dei cechi e degli altri popoli oppressi, finanziando il giornale con il suo patrimonio privato.
L'attività politica privata di Seton-Watson non era apprezzata in tutti gli ambienti e i suoi detrattori fra i membri del governo britannico finalmente riuscirono a metterlo a tacere, arruolandolo nel Royal Army Medical Corps, ove ebbe la mansione di pulire i pavimenti degli ospedali. Altre personalità tuttavia lo soccorsero e dal 1917 al 1918 fu impiegato nell'ufficio dei servizi segreti del Ministero della guerra e precisamente nel dipartimento di propaganda nemica, ove fu responsabile della propaganda britannica rivolta alle nazioni dell'Impero austro-ungarico. Seguì la preparazione del Congresso di Roma fra le nazioni oppresse dell'Austria-Ungheria, che si svolse nell'aprile del 1918.
Alla fine della guerra, Seton-Watson fu presente alla Conferenza di pace di Parigi del 1919 in veste privata, come consulente per i popoli dell'ex Austria-Ungheria. Sebbene in cattivo rapporto con i governi delle maggiori potenze, che bollò come "i pigmei di Parigi", contribuì alle discussioni sui nuovi confini dell'Europa ed ebbe specialmente influenza sulla definizione dei confini orientali italiani.
Ancorché il governo britannico fosse poco entusiasta circa l'attività di Seton-Watson, fu apprezzato da altri governi, che gli dimostrarono gratitudine dopo la Conferenza. Masaryk divenne il primo presidente del nuovo Stato cecoslovacco e lo accolse in patria. La sua amicizia con Edvard Beneš, diventato ministro degli esteri cecoslovacco, era consolidata. Seton-Watson fu nominato cittadino onorario di Cluj in Transilvania, dopo che fu incorporata nella Romania nonostante le rivendicazioni dell'Ungheria e, nel 1920, fu formalmente acclamato dal Parlamento romeno. La Jugoslavia lo ricompensò con un diploma onorario dell'Università di Zagabria.

## Fra le guerre mondiale

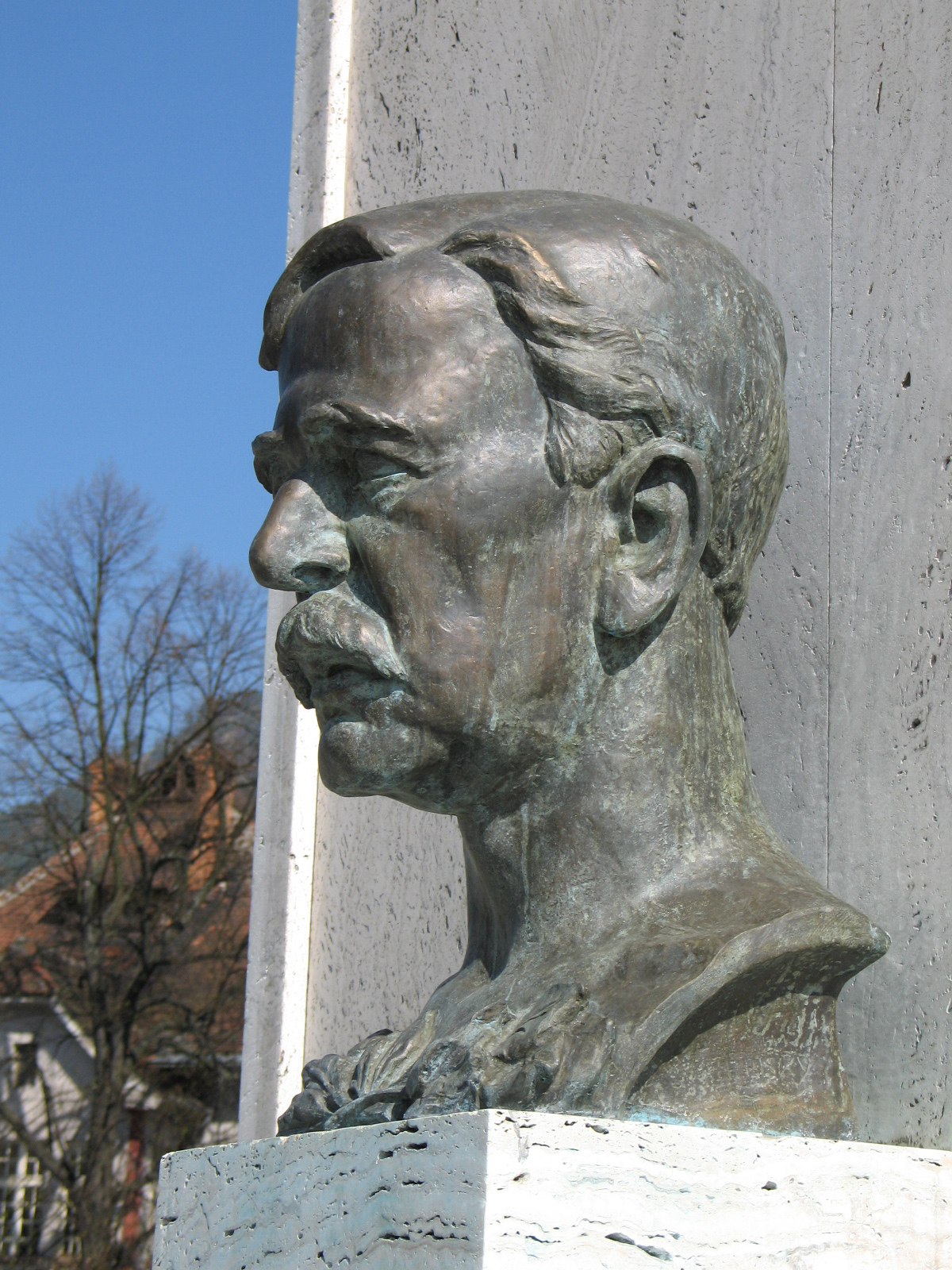
Busto di Robert William Seton-Watson, opera di Vojtech Ihriský.

Seton-Watson aveva avuto un ruolo di primo piano nell'istituzione della Scuola di Studi Slavonici nel 1915, in parte per assicurare un impiego al suo amico Masaryk in esilio, e nel 1922 fu il primo ad ottenere la cattedra Masaryk di storia dell'Europa centrale, un posto che ricoprì fino al 1945. Si concentrò nell'attività accademica soprattutto dopo il 1931, quando le ingenti perdite sul mercato azionario divorarono buona parte del suo patrimonio personale e fu apprezzato dagli studenti, nonostante il suo disordine e la mancanza di puntualità.
In questo periodo, fondò e diresse The Slavonic Review con Sir Bernard Pares.

## La seconda guerra mondiale
Da lungo tempo fautore della Cecoslovacchia, Seton-Watson fu naturalmente un fermo oppositore della politica del primo ministro Neville Chamberlain. In Britain and the Dictators: A Survey of Post-War British Policy ("La Gran Bretagna e i dittatori: un'inchiesta sulla politica britannica dopo la Guerra") (1938), espresse uno dei più devastanti attacchi a questa strategia. Dopo le dimissioni di Chamberlain, Seton-Watson ricoprì posizioni nel Servizio di ricerca e stampa straniera (1939–1940) e nell'ufficio dei servizi segreti del Ministero degli esteri (1940–1942).
Tuttavia, ebbe scarso peso in politica, in parte perché non ebbe accesso diretto verso i decisori, come aveva avuto nella Prima guerra mondiale, e in parte perché non gli fu permesso di pubblicare le sue opere.

## Dopo la guerra
Nel 1945, Seton-Watson fu nominato alla nuova cattedra di Studi cecoslovacchi dell'Università di Oxford. Fu presidente della Royal Historical Society dal 1946 al 1949.
Nel 1949, rattristato sia dal controllo sovietico dei paesi di cui aveva sostenuto l'indipendenza per tutta la vita, sia dalla morte dell'amico Edvard Beneš, l'ultimo leader cecoslovacco non comunista prima della fine della Guerra fredda, Seton-Watson si ritirò a Kyle House sull'isola di Skye, ove morì nel 1951.

## Saggi
- Maximilian I. Holy Roman Emperor. (Stanhope Historical Essay 1911) (1902)
- Racial Problems in Hungary (1908) online
- The Southern Slav Question (1911)
- Roumania and the Great War (1915)
- The Rise of Nationality in the Balkans (1917)
- Europe in the Melting-Pot (1919)
- The New Slovakia (1924)
- Sarajevo : A Study in the Origin of the Great War (1926)
- The Role of Bosnia in international Politics 1875–1919 (1932)
- A History of the Roumanians (1934)
- Disraeli, Gladstone and the Eastern Question (1935)
- Britain in Europe (1789–1914): A Survey of Foreign Policy (1937) online
- Britain and the Dictators: A Survey Of Post-War British Policy (1938)
- From Munich to Danzig (1939) online
- Masaryk In England (1943)
- A History of the Czechs And Slovaks (1943)